# James Nelson
James Nelson (Greenock, 7 gennaio 1901 – 8 ottobre 1956) è stato un calciatore scozzese, di ruolo difensore.

## Carriera

### Club
Giocò sempre nel campionato inglese, vestendo la maglia di Cardiff, Newcastle e Southend.

### Nazionale
Vestì la maglia della Nazionale scozzese per 4 volte, ma fu impiegato nel celebre incontro rinominato Wembley Wizards.

## Palmarès

### Club

#### Competizioni nazionali
- Coppa d'Inghilterra: 2

Cardiff City: 1926-1927
Newcastle: 1931-1932
- Community Shield: 1

Cardiff City: 1927
- Welsh FA Cup: 5

Cardiff City: 1921-1922, 1922-1923, 1926-1927, 1927-1928, 1929-1930